# Xylophanes fassli
Xylophanes fassli är en fjärilsart som beskrevs av Bruno Gehlen 1928. Xylophanes fassli ingår i släktet Xylophanes och familjen svärmare. Inga underarter finns listade i Catalogue of Life.

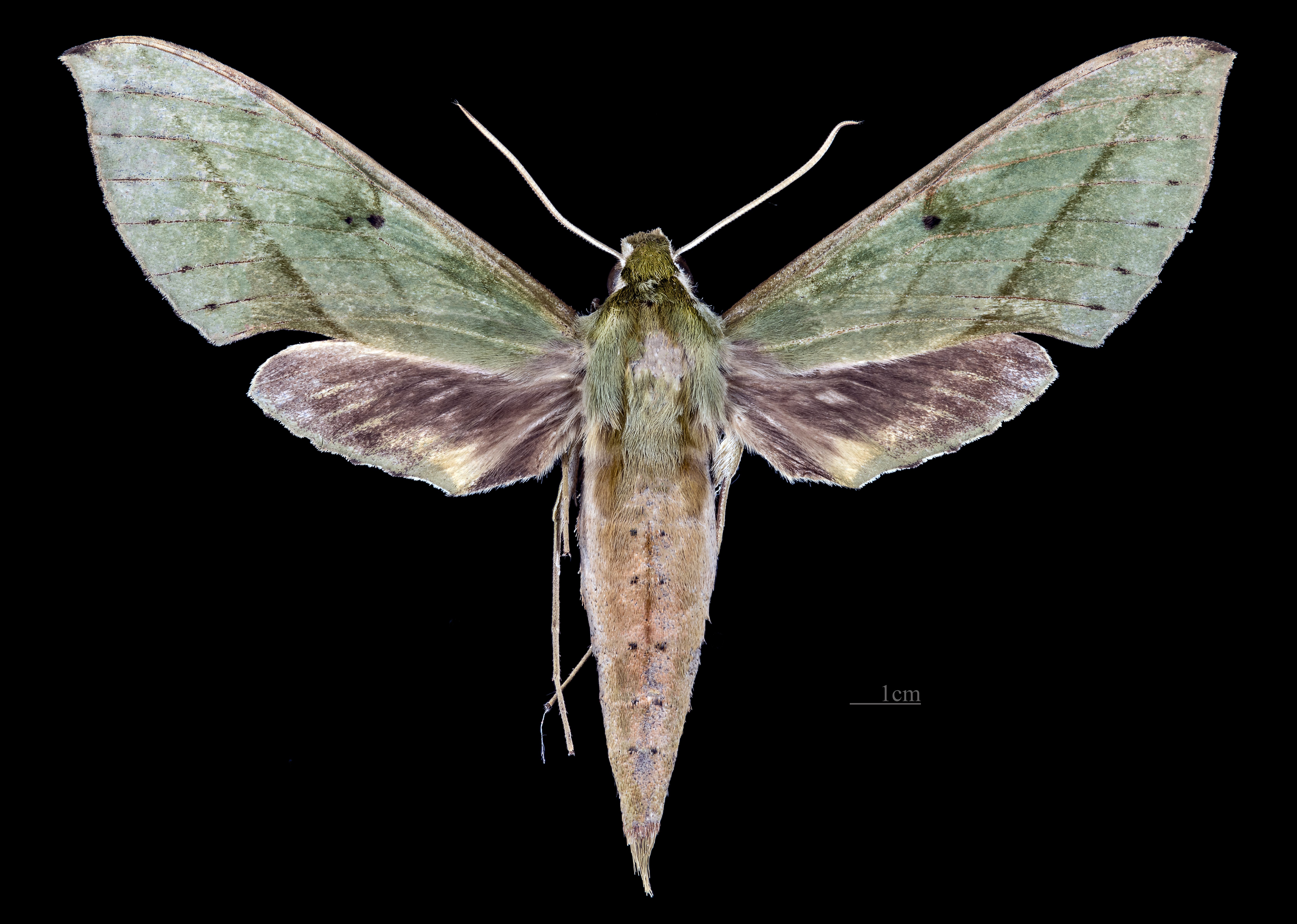
Xylophanes fassli ♀
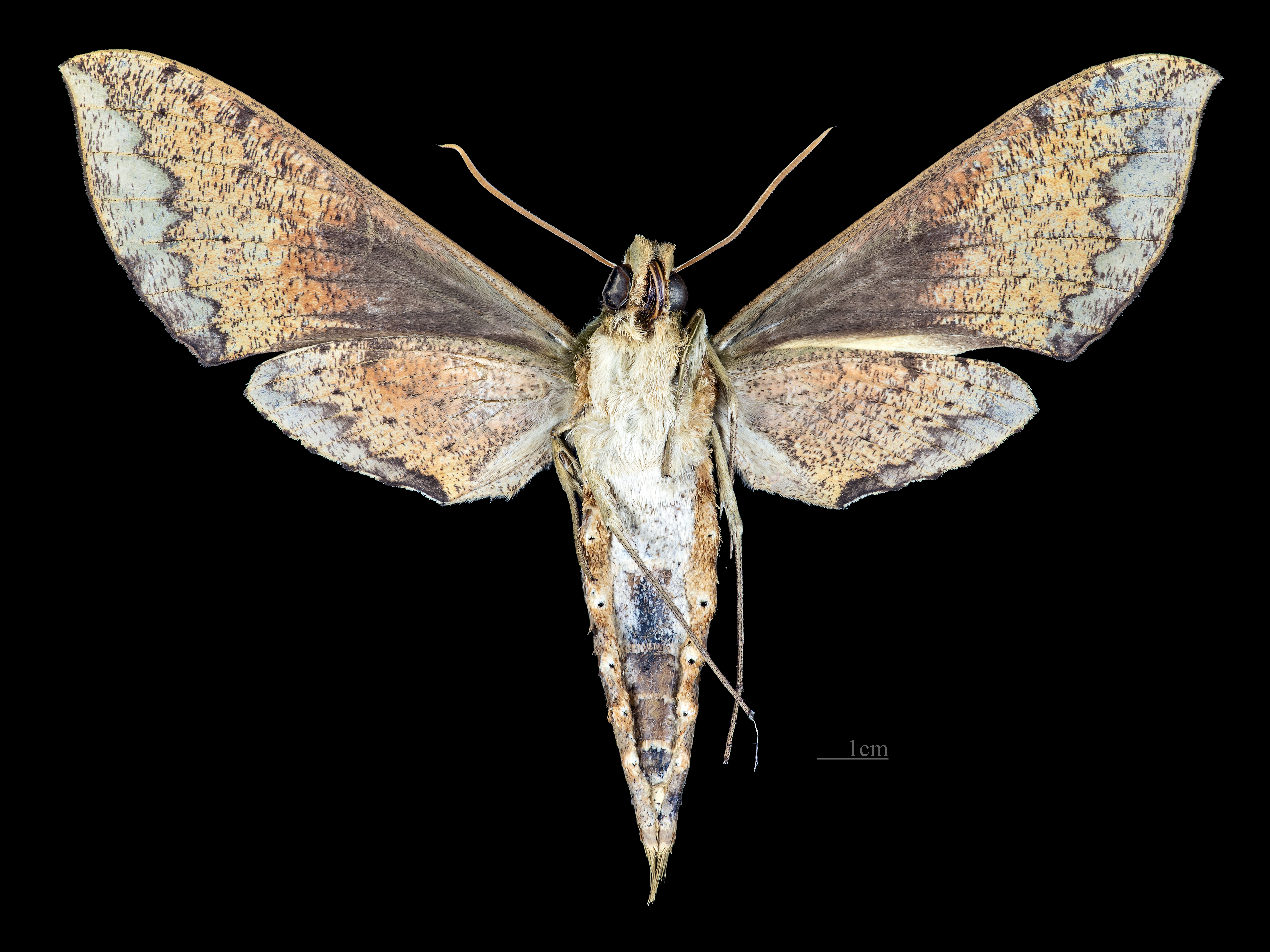
Xylophanes fassli ♀ △